# Orthogrammica inconspicua
Orthogrammica inconspicua là một loài bướm đêm trong họ Noctuidae.